# Christine Dwyer Hickey
Christine Dwyer Hickey (Dublino, 1960) è una scrittrice irlandese.

## Biografia
Nata Christine Dwyer nel 1960 a Dublino, vive e lavora a Palmerstown.
Ha iniziato a scrivere racconti nei primi anni '90 e nel 1992 ha vinto il Listowel Writers’ Short Story Competition e l'Observer/Penguin competition.
Nel 1995 ha esordito con il romanzo The Dancer, primo capitolo della "Trilogia di Dublino" che segue una famiglia dublinese dal 1918 al 1960, e in seguito ha dato alle stampe altri 5 romanzi, una raccolta di racconti e un'opera teatrale.
Il suo ultimo romanzo, La moglie di Hopper, ha ottenuto nel 2020 il Walter Scott Prize per il miglior romanzo storico.

## Opere

### Trilogia di Dublino
- The Dancer (1995)
- The Gambler (1996)
- The Gatemaker (2000)

### Romanzi
- Tatty (2004), Vedano al Lambro, Paginauno, 2017 traduzione di Sabrina Campolongo ISBN 978-88-99699-08-6.
- Last Train from Liguria (2009)
- Farley (The Cold Eye of Heaven, 2011), Vedano al Lambro, Paginauno, 2019 traduzione di Sabrina Campolongo ISBN 978-88-99699-37-6.
- The Lives of Women (2015)
- La moglie di Hopper (The Narrow Land, 2019), Milano, Paginauno, 2024 traduzione di Sabrina Campolongo e Alessandra Patriarca ISBN 978-88-99699-79-6.

### Raccolte di racconti
- The House on Parkgate Street and other Dublin Stories (2013)

### Teatro
- Snowangels (2015)

## Premi e riconoscimenti
- Walter Scott Prize: 2020 vincitrice con La moglie di Hopper
- Dalkey Literary Award: 2020 vincitrice con La moglie di Hopper[6]